# Chrzcielnica

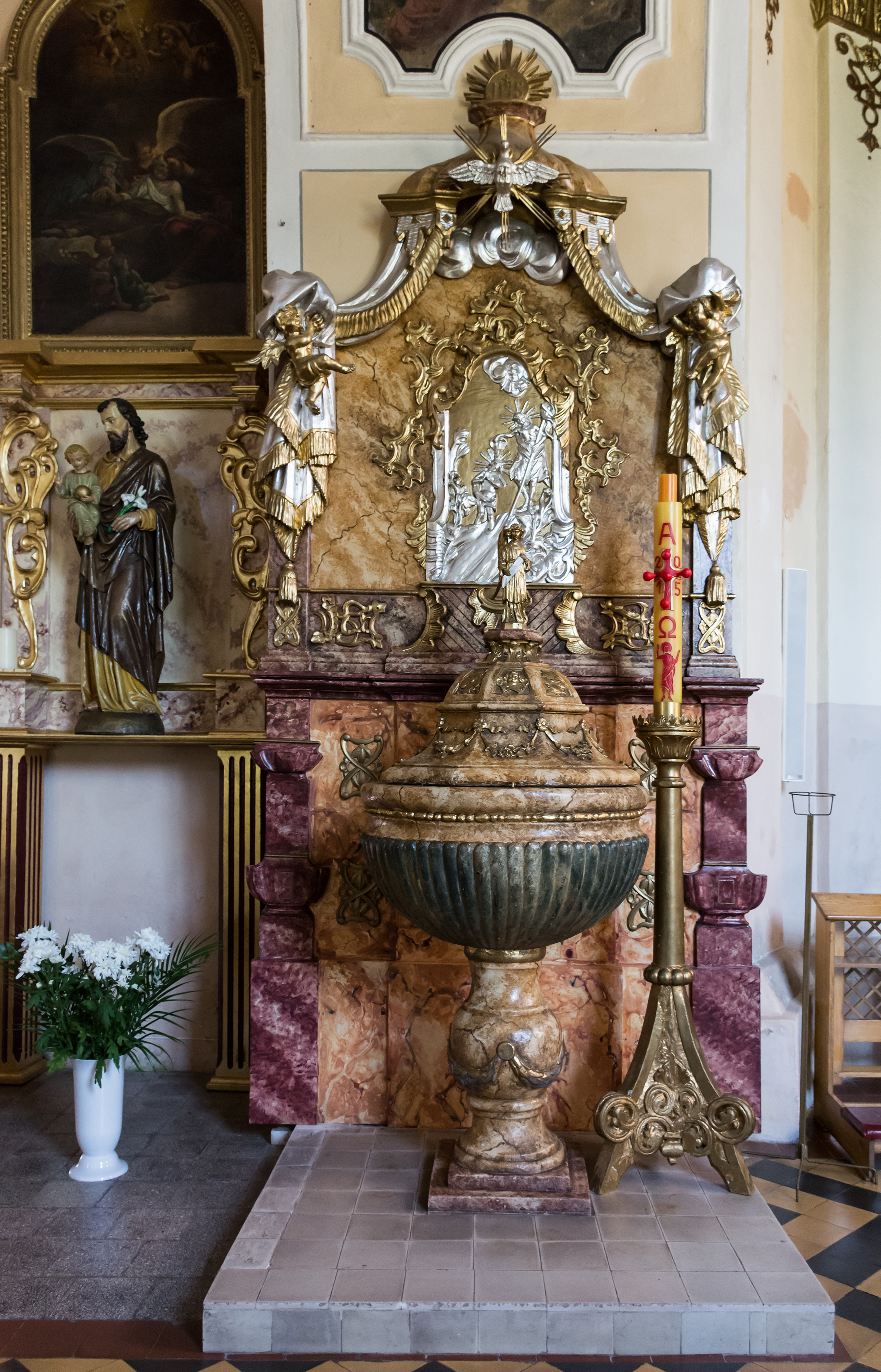
Chrzcielnica w kościele w Ścinawce Średniej

Chrzcielnica – zbiornik z wodą święconą, używaną podczas sakramentu chrztu. Wykonana z kamienia, metalu lub drewna. Forma dekoracji i proporcji zmieniała się wraz z obowiązującymi stylami w architekturze.